# 吳廷魁
吳廷魁（越南语：／；1885年—1945年）是越南共和国首任总统吴廷琰和顺化教区总主教吴廷俶的胞兄。

## 生平
吳廷魁是廣平省麗水縣大豐祿總大豐祿社（今屬麗水縣豐水社）人，父親是成泰帝的輔導大臣吳廷可。維新四年（1910年），吳廷魁因蔭封而進入順化兵部工作，不久娶尚書阮有排的女兒為妻。
啟定四年（1919年），吳廷魁任富安按察使。次年（1920年），升鴻臚寺卿銜，領平定布政使。啟定八年（1923年）正月，升授光祿寺卿，仍領平定布政使。保大元年（1926年），升廣義巡撫。保大五年（1930年），升南義总督。保大十八年（1943年），因親日立場而被迫休致。
1945年八月革命后，越盟以“懲處越奸”的名義將他逮捕並活埋。

## 家庭

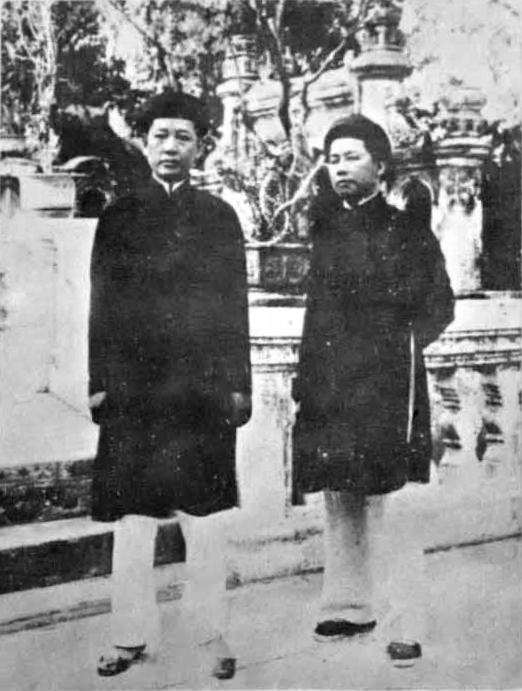
吳廷魁（左）與吳廷琰的合影

吳廷魁的夫人是阮有排長女阮氏杠（Nguyễn Thị Giang），兩人育有獨子吳廷勳（Ngô Đình Huân）。1945年時，吳廷勳與父親一同被逮捕殺害。

## 榮譽
- 大南龍星軍官勳位（1929年）[2]
- 柬埔寨王家勳章軍官勳位（1931年）[2]
- 農業功勳勳章（1936年）[2]
- 法國榮譽軍團勳章軍官勳位（1941年）[2]